# پدرو بایانو
پدرو بایانو (اسپانیایی: Pedro Vallana‎; ۲۹ نوامبر ۱۸۹۷ – ۴ ژوئیهٔ ۱۹۸۰) بازیکن فوتبال اهل اسپانیا بود.